# Cordia bordasii
Cordia bordasii là loài thực vật có hoa trong họ Mồ hôi. Loài này được Schinini mô tả khoa học đầu tiên năm 1981.